# Kouprey
Kouprey (Bos sauveli) är en sydostasiatisk art i däggdjursfamiljen slidhornsdjur som tillhör underfamiljen oxdjur. Arten anses med största sannolikhet vara utdöd.
Artepitetet i det vetenskapliga namnet hedrar den franska läkaren René Sauvel .

## Kännetecken
Kouprey (khmer: គោព្រៃ), vars namn betyder Skogs-oxe på khmerspråket, är nära släkt med banteng och är liksom denna ett robust byggt oxdjur anpassad för ett liv i skogiga och halvöppna områden. Dess kropp är dock proportionellt sett smalare och högre, med en mankhöjd på 170 till 190 centimeter, en kroppslängd på 210 till 220 centimeter och en vikt på 700 till 900 kilogram som fullvuxen. Färgen är mörkbrun eller svartaktig med ljusare ben och buk. Både hanar och honor har lyrformade horn, som kan bli upp till 80 respektive 40 centimeter långa.

## Utbredning
Detta djur fanns tidigare i Kambodja, Laos, Thailand och Vietnam. Den nuvarande utbredningen är troligtvis begränsad till några enstaka isolerade områden i Kambodja och möjligtvis även i Vietnam.

### Status
Kouprey är klassad som akut hotad av IUCN. Observationerna av det är få och sällsynta och om djuret ännu finns kvar i det vilda löper det, trots att det nu är skyddad enligt lag, fortfarande mycket stor risk att dö ut. Hoten mot arten är främst illegal jakt och habitatförlust, genom avverkning av de skogar där den lever.

## Levnadssätt
Detta djur upptäcktes av vetenskapen så sent som år 1937 och dess sällsynthet och skygga natur har gjort den svår att studera, men de observationer som gjorts tyder på att kouprey kan ha ett levnadssätt som liknar bantengens.